# Hvad Kvinder elsker
Hvad Kvinder elsker er en amerikansk stumfilm fra 1920 af Nate Watt.

## Medvirkende
- Annette Kellerman som Annabel Cotton
- Ralph Lewis som James King Cotton
- Wheeler Oakman som Willy St. John
- William Fairbanks som Jack Mortimer
- Walter Long som Buck Nelson
- Bull Montana som Jose